# Silla (Korea)
Silla was een van de drie koninkrijken van het oude Korea. Het heeft bestaan van 57 v.Chr. tot 935. In 660 voegde het het koninkrijk Baekje en in 668 het andere koninkrijk Goguryeo aan het koninkrijk van Silla toe, zodat Korea was verenigd en het heerste over het grootste gedeelte van het huidige Noord-Korea en Zuid-Korea. Het koninkrijk van Silla hield op te bestaan toen het zich overgaf aan de Goryeodynastie.

## Geschiedenis van Silla
Silla’s geschiedenis wordt opgedeeld in drie periodes: vroeg, midden en laat. Volgens Koreaanse geschriften is Silla in 57 voor Christus gesticht door Park Hyeokgeose. Het zou deze vorst zijn aan wie hedendaagse Koreanen de achternaam Park te danken hebben. Silla was van de drie koninkrijken dat met de langzaamste start. In de eerste eeuwen was het niet meer dan een stadstaat in het zuidoosten van het schiereiland. Silla werd regelmatig aangevallen door de Wa uit Japan. Silla, zelf niet bij machte om zich adequaat te verdedigen, riep de hulp in van Goguryeo. De Wa, grotendeels bestaande uit afstammelingen van Baekje en Gaya, vielen tussen 14 voor Christus en 498 twintig keer aan. Dit soms uit eigen beweging, soms ook in samenwerking met Gaya of Baekje.
In de vroege periode roteerde de macht over Silla binnen drie clans: de Parkclan, de Seokclan en de Kimclan. Het was koning Naemul (356 – 402), lid van de Kimclan, die troonopvolgerschap instelde op basis van afkomst. Silla sloot in de 4e eeuw een verbond met Goguryeo, nadat het door Wa was aangevallen. Goguryeo hielp Silla met een leger van 50.000 soldaten. Silla werd een protectoraat van Goguryeo en in die tijd mochten de vorsten van Silla zich niet langer ‘wang’, wat koning betekent, noemen. Vorsten van Silla gebruikten in die tijd de titel ‘maripgan’, provinciale heer.
Toen Goguryeo aan een expansie in zuidelijke richting begon en in 427 zelfs Pyongyang veroverde op Baekje, zag Silla zich genoodzaakt om een verbond te sluiten met Baekje. In het jaar 503 benoemt de heersende vorst van Silla, Jijeung, zich koning van Silla.
Halverwege de 6e eeuw is er sprake van een volledig koninkrijk onder koning Beopheung (514 – 540) en Silla veroverde Gaya in 532 en Daegaya in 562. Het is koning Jinheung (540 – 576) die van Silla een militair sterke natie maakt en samen met Baekje Goguryeo verdrijft uit de Han-vallei. Het was tevens deze koning die de Hwarang in het leven roept, een elitegroep van jonge strijders die zich naast militaire zaken ook met wetenschap en cultuur bezighielden.

## Verenigd Silla

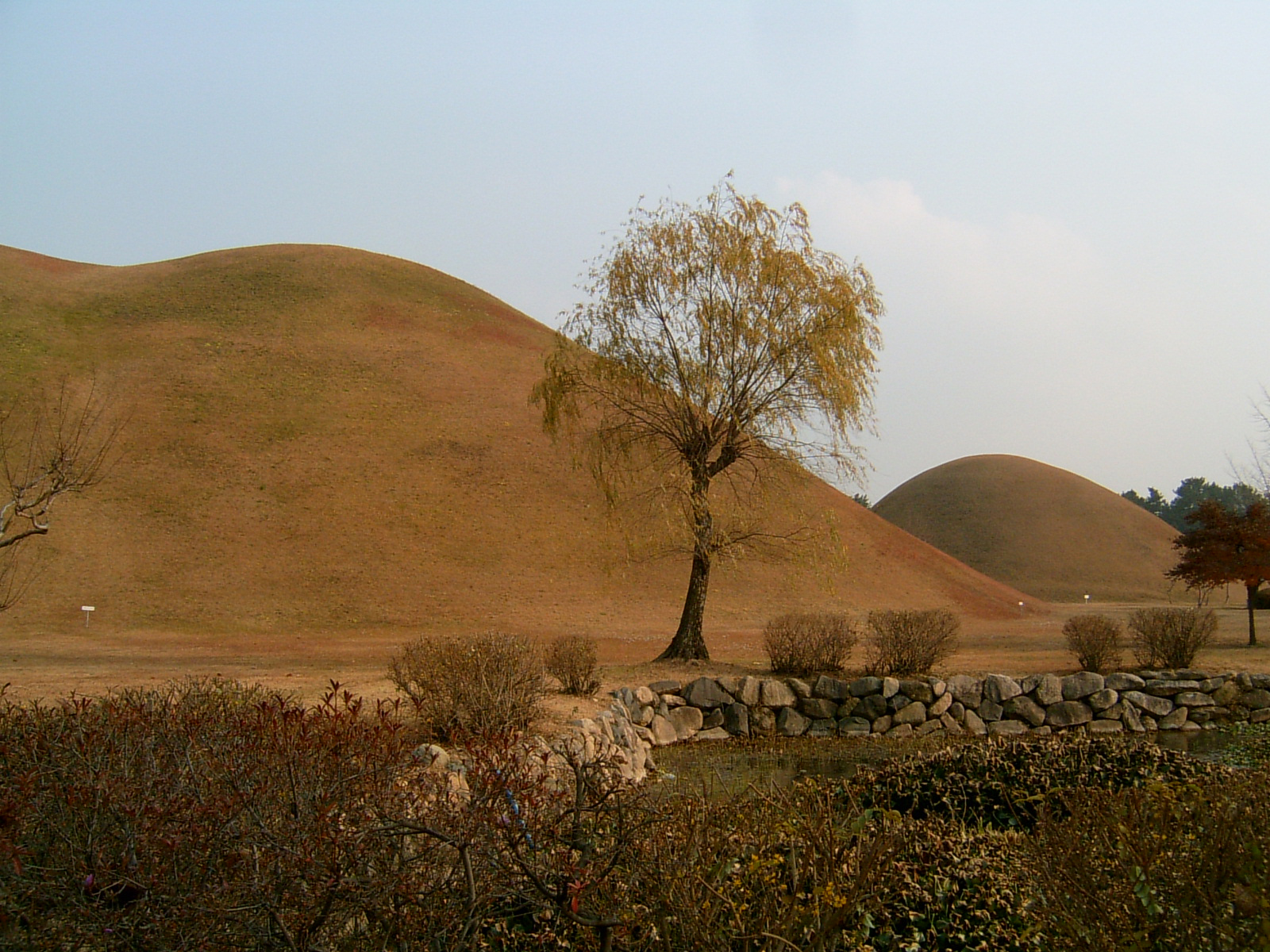
Silla graven in Gyeongju

Silla sloot in de 7e eeuw een verbond met China’s Tangdynastie en verenigde zo de drie koninkrijken. Het lukte Tang niet om Goguryeo alleen te verslaan en dus werd de hulp van Silla ingeroepen om zo Goguryeo zowel vanuit het noorden als vanuit het zuiden aan te kunnen vallen. Silla wist dat Tang uit was op de verovering van het gehele Koreaanse schiereiland maar stemde toch toe. Baekje werd onder de voet gelopen door de legers van Tang en Silla. Zowel Silla als Tang probeerden de controle over Baekje te krijgen. Dit deed men door Baekje edelen en officieren op te nemen in hun eigen sociale structuren. In Baekje ontstond echter een verzetsbeweging die zich weer tegen Tang en Silla keerde. De beweging had aanvankelijk succes, maar ging later ten onder aan interne strubbelingen en werd bij Fort Juryu verslagen.
Tang lanceerde in 661 een aanval op Goguryeo’s hoofdstad, Pyongyang maar moest zich na zeven maanden terugtrekken omdat het verzet van Goguryeo te fel was. Maar na de dood van koning Yeon Gaesomun brak er onrust uit in Goguryeo. Er brak een machtsstrijd uit tussen de twee zonen van de koning en zijn jongere broer. De legers van Tang en Silla maakten gebruik van deze interne ruzie en vielen Goguryeo binnen. De hoofdstad werd alsnog veroverd en Goguryeo hield in 668 op te bestaan. Ook in Goguryeo ontstond een verzetsbeweging die zich richtte tegen de aanwezigheid van Tang. Silla schoot de verzetsbeweging te hulp en uiteindelijk werden de legers van Tang in 676 verdreven uit Korea.
De vereniging van de drie koninkrijken door Silla is een hoogtepunt in de Koreaanse geschiedenis. Het betekende echter ook een terugval. Het territorium dat ooit samen door de drie koninkrijken werd bezet, was veel groter dan het grondgebied van Verenigd Silla. Ten noorden van Silla op grondgebied dat ooit toebehoorde aan Goguryeo verscheen een nieuwe staat, Balhae.

## Cultuur
De uitbreiding van Silla’s gebieden betekende automatisch meer macht voor de vorsten van Silla. Ook onderhield Silla nauwe banden met Tang China waardoor het verzekerd was van toegang tot de Chinese cultuur en haar technologie. Het boeddhisme in Silla, waar het tot de 5e eeuw geduurd had voordat het boeddhisme geïntroduceerd werd, kende eerst voornamelijk navolging onder de gewone mensen. Tijdens het bewind van koning Jinheung werd echter in 527 boeddhisme ook in Silla de officiële staatsreligie. Nu het land politiek groeide, konden Koreaanse boeddhistische monniken naar China reizen om daar te studeren. Op die manier ontstonden ook verschillende nieuwe boeddhistische sektes, gesticht door uit China teruggekeerde monniken. Er werd gebruikgemaakt van een druktechniek met houtblokken om soetra’s te drukken. ’s Werelds oudste afdruk stamt dan ook uit deze tijd.
Naast het boeddhisme werd ook het confucianisme geïntroduceerd in de periode van de drie koninkrijken. Ook nu was het weer Silla dat achter de andere twee aanliep. In 682 werd in Silla een nationaal confucianistisch college opgericht, dat in 750 hernoemd werd tot de Nationale Confucianistische Universiteit.
De maatschappij van Silla was gestructureerd volgens een rangensysteem, golpumjedo genaamd. Dit systeem, met de koninklijke familie uiteraard aan top, bepaalde niet alleen iemands status en met wie men kon trouwen, maar ook hoe groot iemands huis mocht zijn en wat voor kleur kleren men mocht dragen. Alleen als je van een bepaalde ‘gol’ was, werd je toegelaten tot bepaalde lagen binnen de regering. Een rang erfde je van je ouders, het systeem van Silla wordt dan ook wel vergeleken met de kasten van India.

### Gyeongju

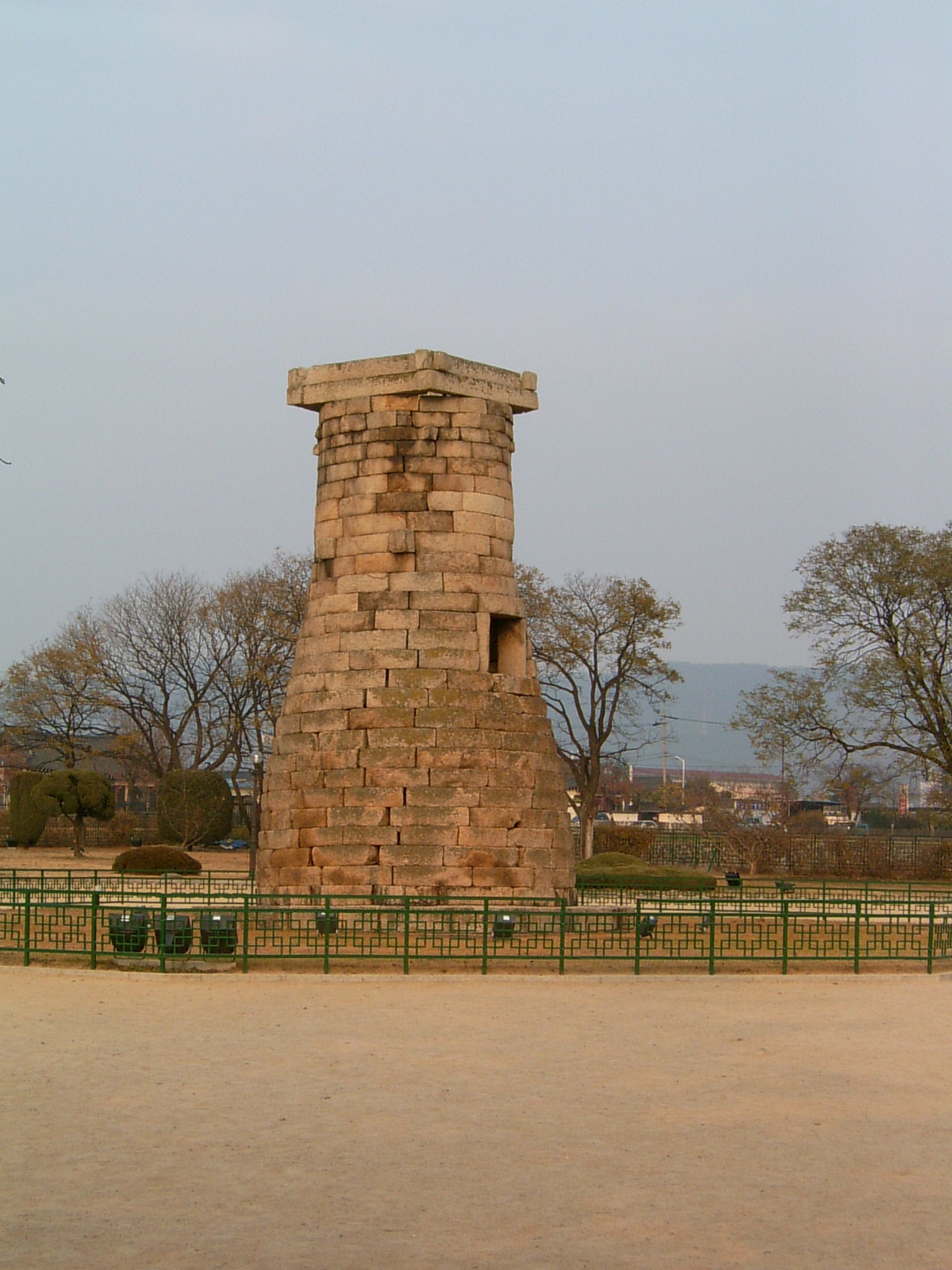
Cheomseongdae

De hoofdstad van Silla, Gyeongju, was een centrum van welvaart en cultuur. Het is ook de plek waar de graven te vinden zijn van Silla’s vorsten. Kunstmatige heuvels waarin de vorsten zich lieten begraven. In 502 werd het mee begraven van nog in leven zijnde mensen met de koning verboden, een gebruik dat voor die tijd regelmatig voorkwam. Tegenwoordig is deze stad een belangrijke toeristische trekpleister. Er zijn boeddhistische tempels te vinden en men kan er ook een van ’s werelds oudste sterrenwachten bekijken, Cheomseongdae.

## Val van Silla
Hoewel de koning in de eerste jaren na de vereniging de meeste macht had, verloor hij deze macht in de laatste eeuwen van Verenigd Silla steeds meer en meer aan rebellerende lokale heren tegen het eind van de 9e eeuw. Ze werden daarbij geholpen door de lokale boerenbevolking. Dit leidde uiteindelijk tot de val van Silla en de opkomst van een nieuwe dynastie op het Koreaanse schiereiland: Goryeo.